# NGC 5060
NGC 5060 é uma galáxia espiral barrada (SBb) localizada na direcção da constelação de Virgo. Possui uma declinação de +06° 02' 14" e uma ascensão recta de 13 horas, 17 minutos e 16,3 segundos.
A galáxia NGC 5060 foi descoberta em 17 de Abril de 1863 por Heinrich Louis d'Arrest.